# VI Premis Feroz
La 6a cerimònia de lliurament dels Premis Feroz, coneguts com a Premis Feroz 2019, va tenir lloc el 19 de gener de 2019 al Bilbao Arena de Bilbao. La presentadora va ser l'actriu Ingrid García-Jonsson i foren retransmesos en obert i en exclusiva per YouTube. A més per primera vegada la gala dels Premis Feroz va ser oberta al públic en posar-se en venda 1400 entrades per a assistir.

## Nominats i guanyadors
Els nominats van ser anunciats el dia 4 de desembre de 2018 per María Guerra, presidenta de l'AICE, i els actors i directors Javier Calvo Guirao i Javier Ambrossi, en un acte que va tenir lloc a Madrid. Com a novetat en aquesta edició es va recuperar el Premi Especial.

### Cinema
| Millor pel·lícula dramàtica | Millor comèdia |
| --- | --- |
| - El reino - Carmen y Lola - Petra - Quién Te Cantará - Todos lo saben - Viaje al cuarto de una madre | - Campeones ‡ - Casi 40 - Mi querida cofradía - Superlópez - Tiempo después |
| Millor direcció | Millor guió |
| - Rodrigo Sorogoyen per El reino ‡ - Arantxa Echevarría per Carmen y Lola ≠ - Javier Fesser per Campeones - Ramón Salazar per La enfermedad del domingo - Carlos Vermut per Quién Te Cantará                                                          | - Rodrigo Sorogoyen i Isabel Peña per El reino ‡ - Arantxa Echevarría per Carmen y Lola - Celia Rico per Viaje al cuarto de una madre - Jaime Rosales, Michel Gaztambide i Clara Roquet per Petra - Carlos Vermut per Quién Te Cantará |
| Millor actor protagonista | Millor actriu protagonista |
| - Antonio de la Torre per El reino ‡ - Javier Bardem per Todos lo saben - José Coronado per Tu hijo - Javier Gutiérrez per Campeones - Javier Rey per Sin fin                                                                                         | - Eva Llorach per Quién Te Cantará ≠ - Penélope Cruz per Todos lo saben - Lola Dueñas per Viaje al cuarto de una madre - Alexandra Jiménez per Las distancias - Bárbara Lennie per Petra                                               |
| Millor actor de repartiment | Millor actriu de repartiment |
| - Luis Zahera per El reino ‡ - Joan Botey per Petra - Eduard Fernández per Todos lo saben - Ignacio Mateos per Animales sin collar - Josep Maria Pou per El reino                                                                                     | - Anna Castillo per Viaje al cuarto de una madre - Bárbara Lennie per Todos lo saben - Natalia de Molina per Quién Te Cantará - Marisa Paredes per Petra - Ana Wagener per El reino                                                    |
| Millor documental | Millor música original |
| - Apuntes para una pel·lícula de atracos d'Elías León Siminiani - El silencio de otros d'Almudena Carracedo i Robert Bahar ‡ - Mudar la piel d'Ana Schulz i Cristóbal Fernández - Trinta lumes de Diana Toucedo - Young & Beautiful de Marina Lameiro | - Alberto Iglesias per Quién Te Cantará - Olivier Arson per El reino ‡ - Nico Casal per La enfermedad del domingo - Alberto Iglesias per Yuli - Lucas Vidal per El árbol de la sangre                                                  |
| Millor tràiler | Millor cartell |
| - Miguel Ángel Trudu per Quién Te Cantará - Pedro Jiménez per Carmen y Lola - Asghar Farhadi per Todos lo saben - Rafa Martín per El reino - Miguel Ángel Trudu i Rafa Martínez per Campeones                                                         | - Carlos Vermut per Quién Te Cantará - Elena Castillo per Las distancias - Bárbara Magdalena per Ana de día - Jordi Rins per La enfermedad del domingo - Gonzalo Rute per El reino                                                     |

- ‡ Guanyador del Premi Goya en la mateixa categoria.[nota 1][nota 2][nota 3]
- ≠ Guanyador del Premi Goya en la categoria novella o revelació.

### Televisió
| Millor serie dramàtica | Millor serie de comèdia |
| --- | --- |
| - Fariña Temporada 1 - El día de mañana Temporada 1 - Élite Temporada 1 - Gigantes Temporada 1 - La peste Temporada 1                                                                             | - Arde Madrid Temporada 1 - Paquita Salas Temporada 2 - Vergüenza Temporada 2                                                                                          |
| Millor actor protagonista d'una sèrie | Millor actriu protagonista d'una sèrie |
| - Javier Rey per Fariña - Brays Efe per Paquita Salas - Javier Gutiérrez per Vergüenza - Paco León per Arde Madrid - Oriol Pla per El día de mañana                                               | - Inma Cuesta per Arde Madrid - Malena Alterio per Vergüenza - Aura Garrido per El día de mañana - Najwa Nimri per Vis a vis - Eva Ugarte per Mira lo que has hecho    |
| Millor actor de repartiment d'una sèrie | Millor actriu de repartiment d'una sèrie |
| - Antonio Durán per Fariña - Jesús Carroza per El día de mañana - Karra Elejalde per El día de mañana - Miguel Rellán per Vergüenza - Manolo Solo per La peste - Julián Villagrán per Arde Madrid | - Anna Castillo per Arde Madrid - Belén Cuesta per Paquita Salas - Fabiana García Lago per Arde Madrid - Debi Mazar per Arde Madrid - Lidia San José per Paquita Salas |

### Premio Feroz d'Honor
- José Luis Cuerda[7]

### Premi Especial
| Premi Especial |
| --- |
| - Entre dos aguas d'Isaki Lacuesta - Con el viento de Meritxell Colell - Dhogs d'Andrés Goteira - El rey d'Alberto San Juan i Valentín Álvarez - Oreina de Koldo Almandoz |

## Múltiples nominacions i premis

### Cinema
| Pel·lícula                   | Nominacions |
| ---------------------------- | ----------- |
| El reino                     | 10          |
| Quién te cantará             | 8           |
| Todos lo saben               | 6           |
| Petra                        | 5           |
| Campeones                    | 4           |
| Carmen y Lola                | 4           |
| Viaje al cuarto de una madre | 4           |
| La enfermedad del domingo    | 3           |
| Las distancias               | 2           |

| pel·lícula       | Premios |
| ---------------- | ------- |
| El reino         | 5       |
| Quién te cantará | 4       |

### Televisió
| Sèrie            | Nominacions |
| ---------------- | ----------- |
| Arde Madrid      | 7           |
| El día de mañana | 5           |
| Paquita Salas    | 4           |
| Vergüenza        | 4           |
| Fariña           | 3           |
| La peste         | 2           |

| Serie       | Premios |
| ----------- | ------- |
| Arde Madrid | 3       |
| Fariña      | 3       |